# Bousbach
Bousbach (deutsch Buschbach) ist eine französische Gemeinde mit 1188 Einwohnern (Stand 1. Januar 2022) im Département Moselle in der Region Grand Est (bis 2015 Lothringen). Sie gehört zum Arrondissement Forbach-Boulay-Moselle, zum Kanton Stiring-Wendel und zum Kommunalverband Forbach Porte de France.

## Geografie
Bousbach liegt etwa fünf Kilometer südöstlich von Forbach und somit nahe an der Grenze zum Saarland.

## Geschichte
Die Gemeinde wurde 1296 erstmals als Busbach erwähnt. Weitere Namen waren Buezbach (1429), Bursbach (1544) und Bousebach (1756).

### Bevölkerungsentwicklung
| Jahr      | 1962 | 1968 | 1975 | 1982 | 1990 | 1999 | 2009 | 2019 |
| Einwohner | 640  | 649  | 725  | 843  | 913  | 950  | 1129 | 1248 |

## Sehenswürdigkeiten
- Kirche Mariä Himmelfahrt (Église Notre-Dame-de-l'Assomption) aus dem 18. Jahrhundert, der Chor wurde im Jahr 1842 erneuert

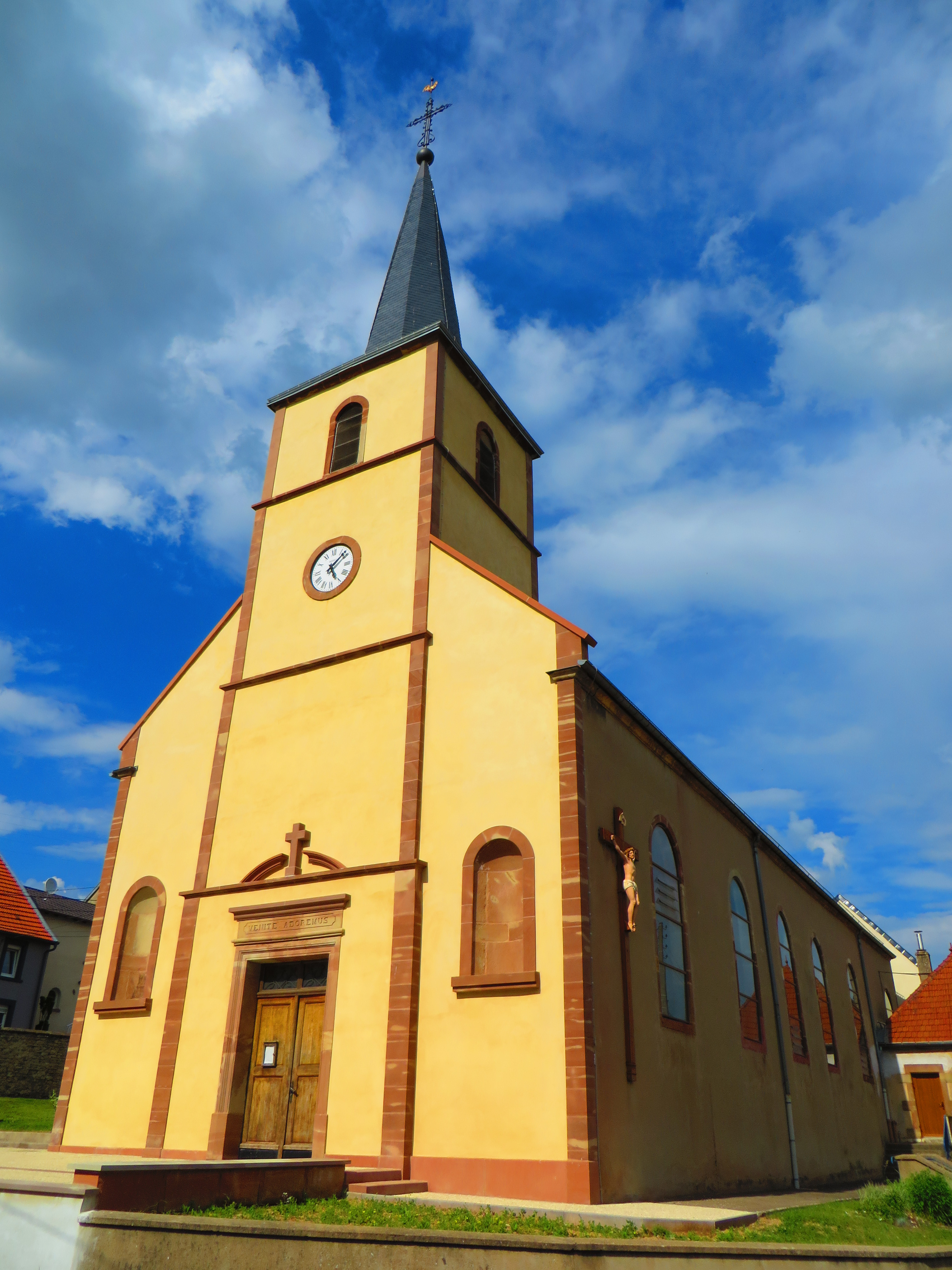
Kirche Mariä Himmelfahrt

- Spuren einer römischen Villa